# Пристайко Олеся
Олеся Петрівна Пристайко (нар. 3 січня 1985) — українська тріатлоністка. Чемпіонка Європи і віцечемпіонка світу в естафеті. Майстер спорту України міжнародного класу.

## Біографічні відомості
З 15 років займалася тріатлоном у житомирській ШВСМ. Навчалася на факультеті журналістики Львівського національного університету імені Івана Франка і в Львівському державному університеті фізичної культури. Багаторазова чемпіонка України з тріатлону і дуатлону на різних дистанціях. Найбільших успіхів досягла в естафетних змаганнях. 2007 року жіноча збірна України здобула срібні нагороди в угорському Тисауйвароші (разом з Інною Циганок і Юлією Єлістратовою). Через два роки національна команда стала найсильнішою на континенті. Окрім Олесі Пристайко, її кольори захищали Ростислав Пєвцов, Олеся Дереза, Олексій Сюткін. У цей час збірну тренерував Ігор Іщук. 2010 року займала третє місце у рейтингу Європейського союзу тріатлону. 2017 року пройшла відбір на чемпіонат світу «Ironman». На Гаваях фінішувала 24-ю у своїй віковій групі.

## Досягнення
- Віцечемпіонка світу (естафета): 2007
- Чемпіонка Європи (естафета): 2009
- Віцечемпіонка світу з дуатлону серед молоді: 2008

## Статистика
Статистика виступів на головних турнірах світового тріатлону:
| Рік  | Назва турніру                     | Місто       | Місце | Час      | Примітки |
| ---- | --------------------------------- | ----------- | ----- | -------- | -------- |
| 2005 | Кубок світу                       | Гамбург     | 31    | 02:06:24 |          |
| 2006 | Кубок світу                       | Мадрид      | 44    | 02:16:41 |          |
|      | Кубок світу                       | Солфорд     | 56    | 02:16:04 |          |
|      | Чемпіонат світу                   | Лозанна     | 49    | 02:15:14 |          |
|      | Кубок світу                       | Пекін       | 51    | 02:17:06 |          |
| 2007 | Кубок світу                       | Ішігакі     | 59    | 02:20:30 |          |
|      | Кубок світу                       | Лісабон     | 41    | 02:11:58 |          |
|      | Кубок світу                       | Мадрид      | 30    | 02:14:36 |          |
|      | Чемпіонат Європи                  | Копенгаген  | 26    | 02:10:06 |          |
|      | Чемпіонат світу (естафета)        | Тисауйварош | 2     | 00:21:31 |          |
|      | Чемпіонат світу                   | Гамбург     | 53    | 02:01:54 |          |
| 2008 | Чемпіонат Європи                  | Лісабон     | 12    | 02:08:06 |          |
|      | Кубок світу                       | Гамбург     | 15    | 02:04:59 |          |
| 2009 | Чемпіонат світу (естафета)        | Де-Мойн     | 7     | 00:22:39 |          |
|      | Чемпіонат Європи (естафета)       | Голтен      | 1     | 00:27:58 |          |
|      | Світова серія                     | Кіцбюель    | 36    | 02:01:33 |          |
| 2010 | Кубок світу                       | Голтен      | 37    | 02:10:26 |          |
|      | Кубок світу                       | Тисауйварош | 58    | 02:09:22 |          |
|      | Чемпіонат світу (спринт)          | Лозанна     | 37    | 01:04:04 |          |
|      | Чемпіонат світу (естафета)        | Лозанна     | 5     | 00:20:44 |          |
|      | Кубок світу                       | Тхоньєн     | 24    | 02:13:34 |          |
| 2011 | Кубок світу                       | Ішігакі     | 40    | 02:10:15 |          |
|      | чемпіонат Європи                  | Понтеведра  | 37    | 02:14:33 |          |
| 2012 | Чемпіонат Європи                  | Ейлат       | 28    | 02:19:56 |          |
|      | Чемпіонат світу (довга дистанція) | Віторія     | 8     | 06:37:23 |          |

У турнірах Всесвітньої корпорації тріатлону:
| Дата | Назва турніру                | Місто       | Місце | Загальне місце | Час      | Примітки           |
| ---- | ---------------------------- | ----------- | ----- | -------------- | -------- | ------------------ |
| 2017 | «Ironman Coeur d'Alen»       | Коур-д'Ален | 2     | 47             | 10:47:58 | вікова група 30-34 |
| 2017 | «Ironman World Championship» | Кайлуа-Кона | 24    | 932            | 10:51:48 | вікова група 30-34 |